# Гонорій (римський імператор)
Гонорій (лат. Flavius Honorius Augustus; 9 вересня 384, Константинополь  — 15 серпня 423, Равенна) — імператор Західної Римської (Гесперійської) імперії з 395 по 423 рік.

## Походження
Гонорій був сином імператора Феодосія І та його першої дружини Елії Флацілли. Був братом Аркадія, згодом імператора Східної Римської імперії. У віці 14 років Гонорія одружують з Марією, донькою Серени і командувача (magister militum) Стиліхона. Після її смерті одружується вдруге з її молодшою сестрою Терманцією. Однак вона, як і її сестра, має сумну долю — її виганяють з імператорського палацу після страти її батька Стиліхона та наприкінці 408 — початку 409 притягують до суду за розпорядженням римського сенату.
Ще за життя батька у січні 393 року, як реакцію на узурпацію влади Євгенієм, Гонорія призначено співімператором. Після смерті Феодосія І він успадкував владу над західною частиною Римської імперії — Гесперією, що за його правління перетворилася на самостійну державу. Щоправда, деякі заходи Гонорій здійснював разом із братом — правителем східної імперії, зокрема зберігся їхній спільний едикт про покарання контрабандистів, які продавали сіль за ціною нижчої від державної.

## Правління
397 року Аркадій відмовився заплатити військам свого вестготського васала — Аларіха. Вестготи відповіли спустошенням провінцій сходу. Після низки військових сутичок між військами Стиліхона та вестготами прийшли до примирення. Згодом вестготи вдерлися до Гесперії, яка мала вже військові сутички з варварами у Галлії та Британії. 402 року Стиліхону вдалося розбити війська Аларіха у північній Італії. Однак вже у 405 році знову велика група варварів під командуванням Родогайса знову увірвалася до Італії. Їх вигнали за допомогою гунів. Однак тиск зростав і кордон по Рейну не витримав. 406 року племена вандалів, аланів і свебів перейшли Рейн і заполонили провінції Галлії та Іспанії. У провінціях влада частково перейшла до узурпаторів. 407 року там проголосили імператором Костянтина III, який потім перейшов у Галлію. Хоча 411 року він зазнав поразки, Рим остаточно втратив Британію. Нетривалий час владу контролювали
узурпатори Йовін у Галлії і Максим в Іспанії.
Слабкість імператора та напади вестготів і вандалів сприяли розпаду Гесперії. 408 року Гонорій відмовив Аларіху в мирній угоді, який у відповідь обступив облогою Рим. Місто платить величезну данину й Аларіх відступає. 409 року Аларіх знову оточує Рим, аж поки римський сенат не призначає нового Цезаря — Приска Атала, який призначає Аларіха командувачем військ. Аларіх захотів собі ще в управління й провінцію Африка, у чому йому було відмовлено. Тоді у 410 році війська Аларіха захоплюють та плюндрують Рим.
Хоча Рим і впав, Гонорій з Равенни і далі не погоджувався на мир з Аларіхом. Аларіх планує напад на північну Африку, однак скоро помирає. Його наступник Атаульф переходить з вестготами на південь Галлії. Після його смерті у 415 році вестготи більше не становлять загрози і визнаються римлянами як федерати.
408 року Гонорій наближає до себе успішного військового командира — пізніше співімператора Констанція III, який знищив узурпаторів в Іспанії та Галлії. 414 року його призначають консулом, потім нагороджують почесним титулом патріція і 417 року він одружується із сестрою Гонорія — Галлою Плацідією. У цілому займав посаду консула тричі: у 414, 417 та 420 роках. У 418 році переселяє вестготів, на той час уже союзників Риму проти вандалів, аланів та свебів, до південної Італії. 8 лютого 421 року Гонорій призначає його Августом та співімператором.
Гонорій помирає 15 серпня 423 у Равенні. Наступником стає його племінник Валентиніан III, син сестри Гонорія — Галли Плацидії.